# Maria Codina i de Cardona
Maria Codina i de Cardona   (c. 1570 - 1642) va ser una noble catalana, filla de Pere Bernat Codina i de Jerònima de Cardona i Sunyer.

## Biografia
El seu pare, tresorer reial de la Corona d’Aragó, va comprar el castell i la vila de Ponts el 1572, convertint-se en baró d’aquest domini.
El 1591, Maria es casà amb Pere de Queralt i d'Icart, comte de Santa Coloma de Queralt, amb qui tindria els següents fills: Pere, Dalmau, Jeroni, Magina i Ramon. En morir el seu marit (1606), es va convertir en comtessa usufructuària. La Universitat la va denunciar per abús impositiu sobre el dret de cises, un litigi que es remuntava al senyoriu del seu espòs, i que s’allargaria fins a 1619.
El 1612 renuncià a l’herència del comtat de Santa Coloma en favor del seu fill Dalmau de Queralt i de Codina, que s’apropià del senyoriu oficialment el 2 de juliol del 1613. El 1622, Dalmau de Queralt rebé l’herència de Pere Bernat Codina, gràcies a la qual va adquirir el que seria l'actual Palau del Marquès de Llo de Barcelona i l'esmentada vila de Ponts. Maria va aliar-se amb Anna de Cardona per a mantenir la jurisdicció del municipi noguerenc. Segons la relació epistolar que va mantenir durant el virregnat de Dalmau (1638-1640), la relació entre mare i filla era normalitzada en aquestes dates.
El 1641, Maria va fer una donació econòmica per a contribuir a la defensa de Tarragona per part de la Corona Hispànica. Vers aquestes dates també era benefactora de l’orde de monges caputxines de Barcelona.